# Lestelle-Bétharram
Lestelle-Bétharram är en kommun i departementet Pyrénées-Atlantiques i regionen Nouvelle-Aquitaine i sydvästra Frankrike. Kommunen ligger i kantonen Nay-Est som tillhör arrondissementet Pau. År 2022 hade Lestelle-Bétharram 795 invånare.

## Befolkningsutveckling
Antalet invånare i kommunen Lestelle-Bétharram
| Referens: INSEE |